# Fontaine d'Hercule (Heidelberg)
La Fontaine d'Hercule (en allemand : Herkulesbrunnen) se dresse sur la place du marché (Marktplatz) devant l'hôtel de ville de la vieille ville de Heidelberg dans le Bade-Wurtemberg.

## Histoire
La guerre de Succession du Palatinat fit des dégâts à Heidelberg ; presque tous les bâtiments ont été détruits et les habitants ont été chassés, assassinés ou sont morts dans les combats. Depuis que Heidelberg a été occupé par les troupes françaises, le siège du gouvernement a été déplacé à Düsseldorf. Après la fin de la guerre, l'électeur Johann Wilhelm envoya à Heidelberg des plans montrant comment il envisageait la reconstruction de la ville détruite.
Comme Heidelberg ne comptait plus qu'environ 150 habitants vers la fin de la guerre, il n'était initialement pas possible de mettre en œuvre les plans de l'électeur. Néanmoins, il fut décidé commencer par une construction symbolique : en 1703, la ville commanda au sculpteur de Heidelberg Johann Martin Laub la construction d'une fontaine devant l'hôtel de ville dans laquelle une figure d'Hercule sur une colonne, créée par le sculpteur Heinrich Charrasky, fut placée. Avec cet acte, l'objectif était de remercier les citoyens de Heidelberg d'une part et de les encourager à reconstruire la ville d'autre part.
La fontaine a été achevée en 1705/1706. Elle est toujours à son emplacement d'origine sur la place du marché à Heidelberg. 

## Liens web
- Fontaine à Heidelberg sur www.heidelberg.de